# 钱崇澍
钱崇澍（1883年11月11日—1965年12月28日），号雨农，浙江省海宁县人，植物学家，与胡先骕等同为中国近代植物学的主要奠基人。
曾任中国科学院植物研究所所长、中国科学院学部委员（院士）、全国人民代表大会常务委员会委员。

## 生平
1883年11月11日 出生于浙江省海宁县。其祖父錢保塘是咸豐九年舉人，官四川 定遠縣、大足縣、什邡縣知縣
1904年，他考中秀才，1909年上海南洋公学毕业后保送至唐山路矿学堂（今西南交通大学）。1910—1916年在美国伊利诺大学学习，获得学士学位。此后又在芝加哥大学和哈佛大学学习，1916年从芝加哥大学获得硕士学位。
1916年他返回中国，1923年和邹秉文、胡先骕一起撰写了中国第一部生物学教科书《高等植物学》，1933年8月在重庆协助创建中国植物学会。
1916年至1918年，他任南京甲种农业专科学校教授。1919—1928年任金陵大学农科、国立东南大学（今南京大学）生物系、清华大学、厦门大学教授及北京农业大学教授兼生物系主任。1928—1945年任中国科学社生物研究所研究教授兼植物部主任及四川大学教授兼植物部主任。1945—1949年任复旦大学教授兼农学院院长。1948年，当选为中央研究院第一屆院士。
1950—1965年任中国科学院植物分类研究所、植物研究所研究员兼所长。1955年，成为中国科学院学部委员。
1965年12月28日在北京逝世。

## 重要贡献
- 1916年和1917年发表《宾州毛莨的两个亚洲近似种》、《钡、锶、铈对于水绵属植物的特殊作用》，是中国植物分类学和植物生理学方面的最早著作。
- 1927年发表《安徽黄山植物之初步观察》，是中国植物地理学和植物区系学方面的最早著作之一。
- 晚年与陈焕镛一起主持《中国植物志》的编撰工作。

## 注
1. ↑  「清代什邡縣知事錢保塘傳」，王善生，中國人民政治協高會議四川省什邡縣委員會文史資料組編印.《什邡文史資料》第2輯
2. ↑  近代农业人物——钱崇澍.中国粮食经济,2016(11):67.
3. ↑  . 南京大学生命科学学院. 2021-07-28  [2023-09-06]. （原始内容存档于2022-01-25）.
4. ↑  . 人民日报. 1965年12月30日: 第2版.
5. ↑  . International Plant Names Index.

## 延伸阅读
[在维基数据编辑]
 《游美同學錄·錢崇澍》，出自《游美同學錄》
 在维基共享资源阅览影像